# Katina (Insel)
Katina ist eine unbewohnte Insel in Kroatien, die zwischen Dugi Otok und Kornat liegt. Sie ist ungefähr einen Quadratkilometer groß. Katina gehört zum Naturpark Telašćica.
Das Klima auf der Insel ist gemäßigt. Die Durchschnittstemperatur beträgt 16 °C. Der wärmste Monat ist der Juli mit 25 °C und der kälteste der Februar mit 8 °C. Die durchschnittliche Niederschlagsmenge beträgt 1432 Millimeter pro Jahr. Der niederschlagsreichste Monat ist der September mit 219 Millimetern Niederschlag, der trockenste der August mit 44 Millimetern.
An der Küste der Insel befinden sich einige Bauwerke, darunter auch Restaurants, allerdings gibt es hier keine permanente Bewohnung. Der Abstand zur Insel Dugi Otok beträgt gerade einmal 50 Meter, bis Kornat sind es ungefähr 100 Meter. Die Entfernung zum Festland beträgt etwa 18 Kilometer.